# Til Verdens Ende
Til Verdens Ende (engelsk titel The Dead Don't Hurt) er en film lavet af Viggo Mortensen, det er en western og af nogen kaldet en feministisk-western. Han er instruktør, forfatter og komponist, desuden har han hovedrollen som Holger Olsen, dansk emigrant der prøver lykken ved at tage til Amerika under den amerikanske borgerkrig. Her træffer han en kvinde og de forelsker sig i hinanden. 